# Escharella indivisa
Escharella indivisa är en mossdjursart som beskrevs av Levinsen 1916. Escharella indivisa ingår i släktet Escharella och familjen Romancheinidae. Inga underarter finns listade i Catalogue of Life.